# Rijksbeschermd gezicht Eijsden
Het rijksbeschermd gezicht Eijsden is een van rijkswege beschermd dorpsgezicht in Eijsden in de Nederlands-Limburgse gemeente Eijsden-Margraten.

## Beschrijving gebied
Het beschermde gebied bestaat uit enkele straten in de oude dorpskern van Eijsden en de daarop aansluitende landerijen rondom kasteel Eijsden.
De dorpsstraten zijn ontstaan als zijstraten van een middeleeuwse weg en vormen een vrijwel rechthoekig stramien, dat zich tot de oever van de Maas uitstrekt. Langs de Maas ligt het Bat, een oude kade, die vroeger waarschijnlijk breder en langer was, maar in de loop der eeuwen steeds verder is afgekalfd. Aan de kade liggen diverse monumentale panden (Bat 3-4, 7 en 8). Aan de noordzijde van het stramien ligt het plein de Vroenhof, een naam die mogelijk herinnert aan een middeleeuwse herenhoeve, een vroonhof. Aan het monumentale plein liggen de gedeeltelijk nog middeleeuwse Sint-Christinakerk en een aantal herenhuizen (onder andere Vroenhof 5, 6-7 en 14-16). De zuidelijke begrenzing van het rechthoekige stratenpatroon wordt gevormd door de met bomen beplante Diepstraat, waaraan zich de voormalige synagoge en een groot aantal monumentale herenhuizen bevinden (Diepstraat 20-22, 23, 25, 30-32, 34, 44-46, 53, 57, 61, 75, 77 en 79). De Kerkstraat verbindt de Vroenhof met de Diepstraat. Ook hier bevinden zich diverse monumentale panden (Kerkstraat 12, 14, 15, 16 en 27). Veel panden in de dorpskern dateren uit de 17e of 18e eeuw. Een aantal daarvan zijn witgeschilderd.
Het kasteelterrein strekt zich langs de Maas zuidwaarts uit tot aan de monding van de Voer, waaraan een watermolen ligt. Kasteel Eijsden is een fraai voorbeeld van een renaissancekasteel en vormt samen met de formele tuinen en de omliggende hoogstamboomgaarden een bijzonder ensemble.

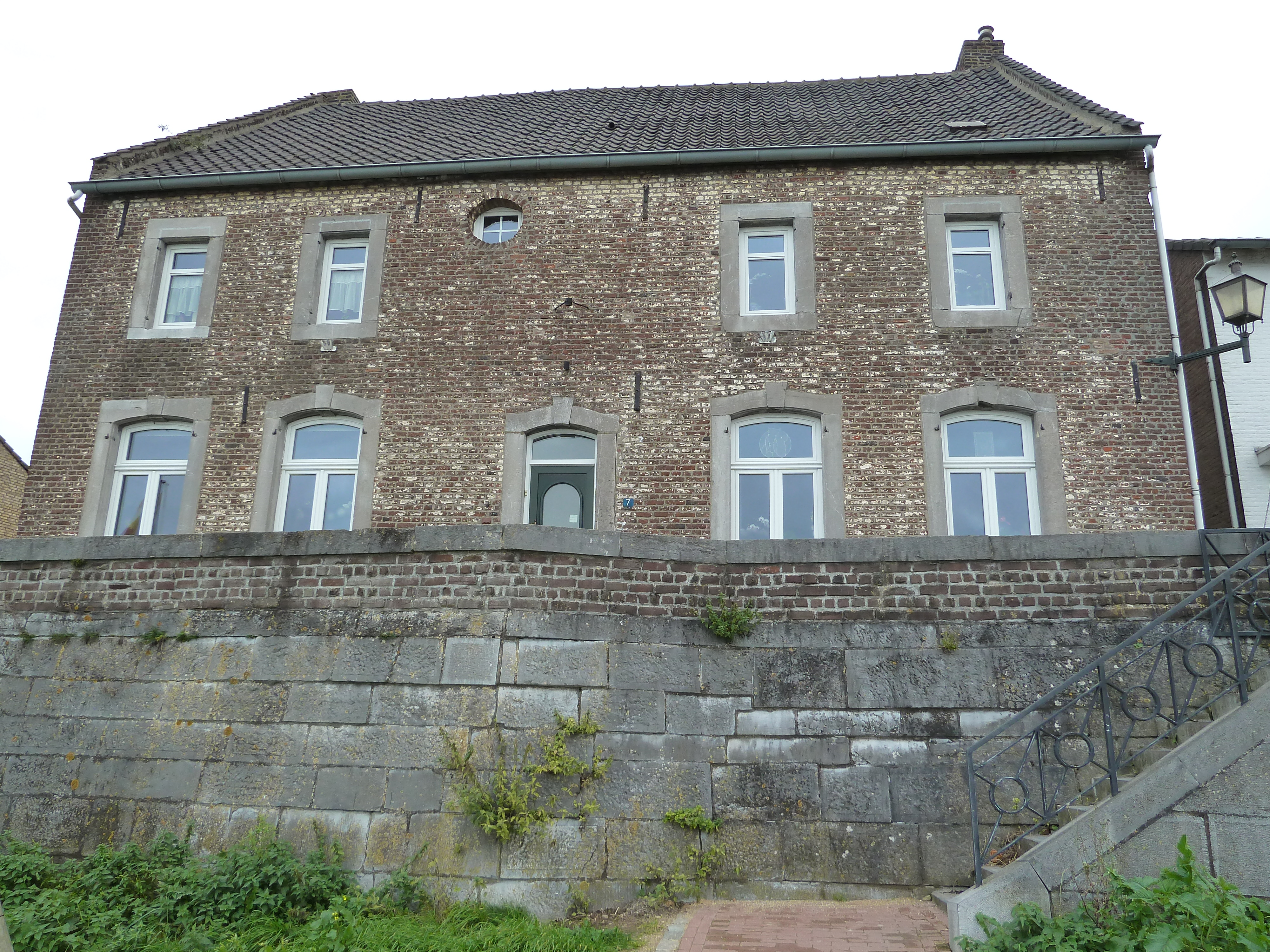
Het Bat
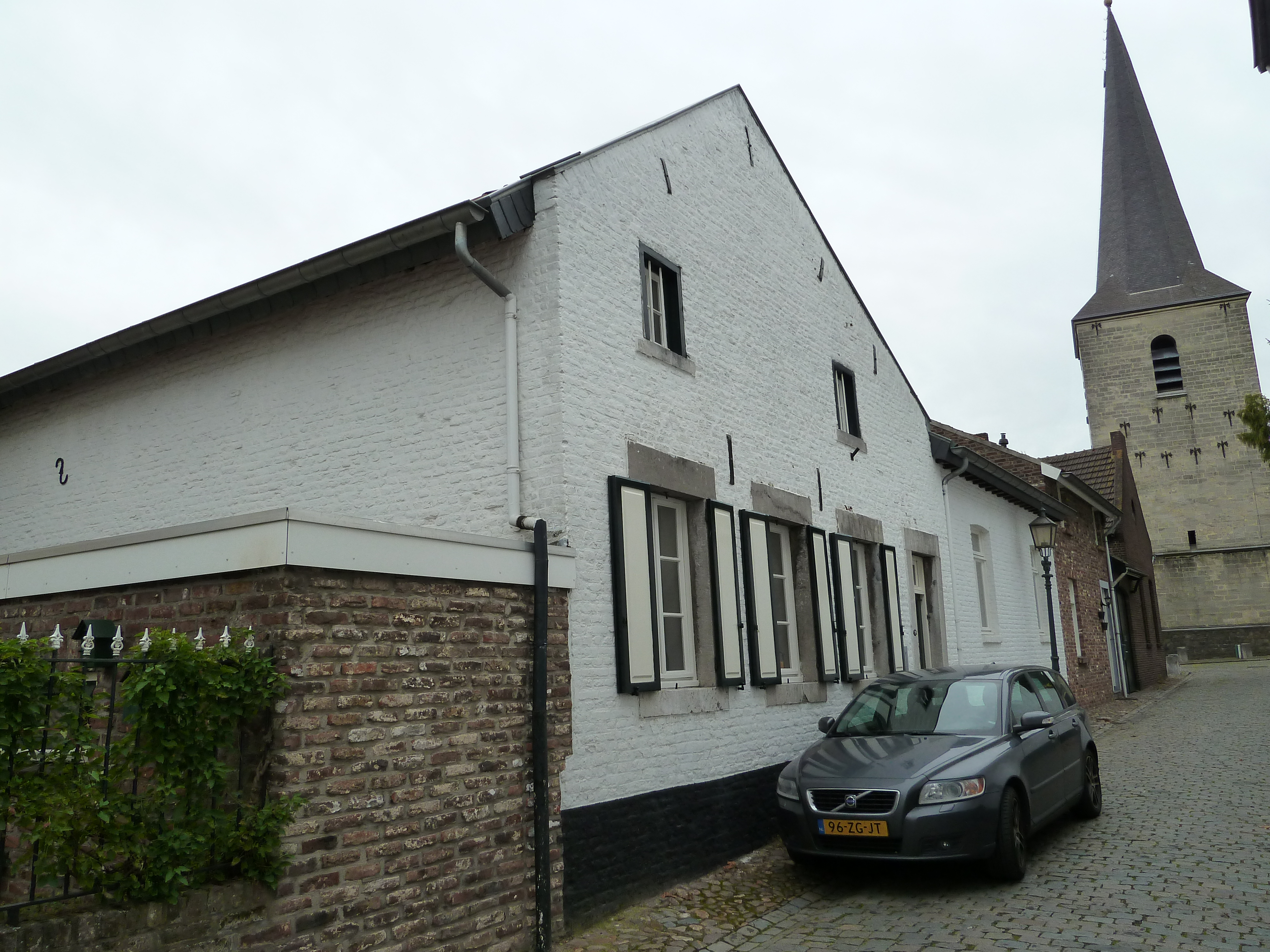
Vroenhof/St-Christinakerk
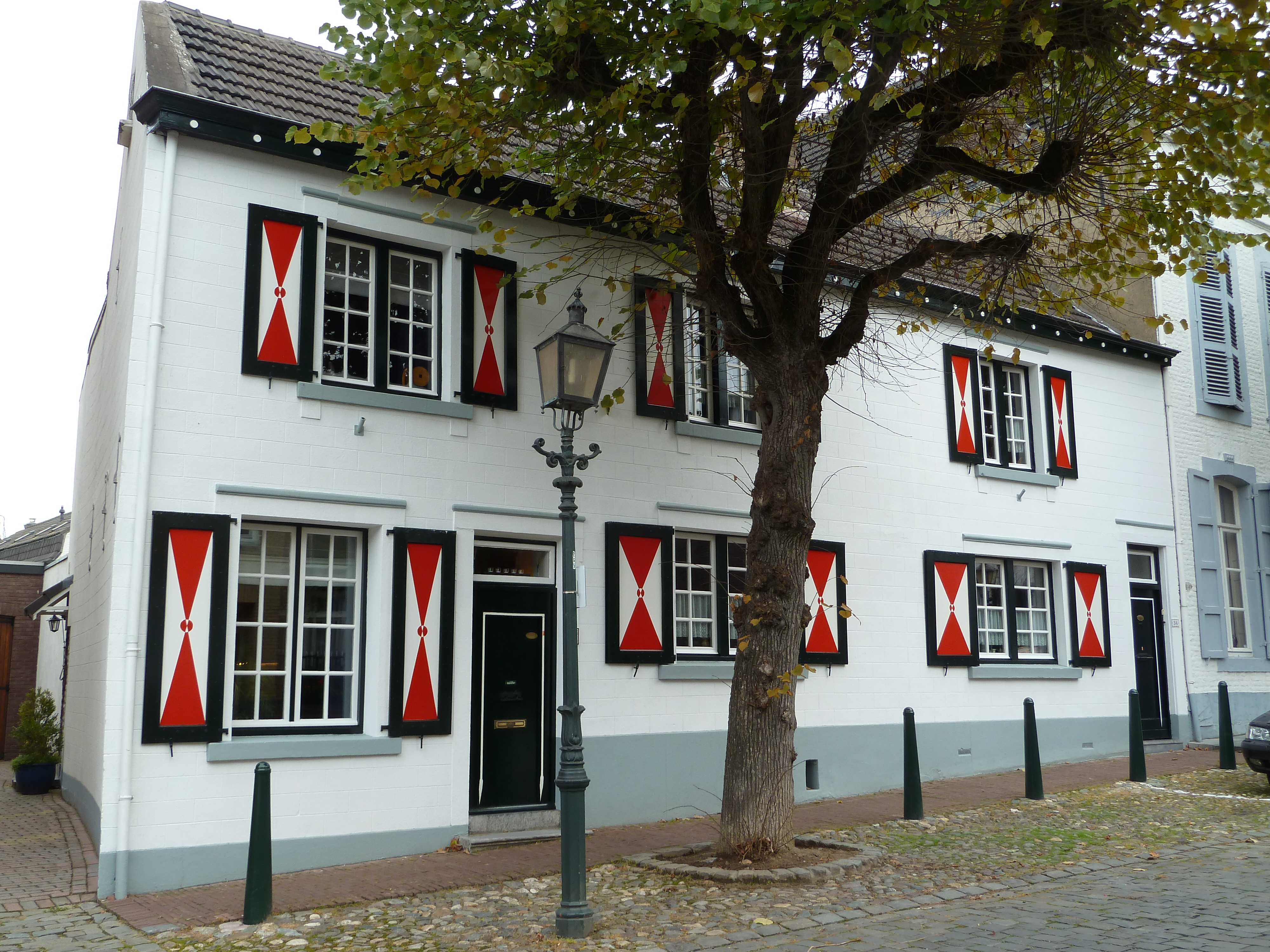
Diepstraat
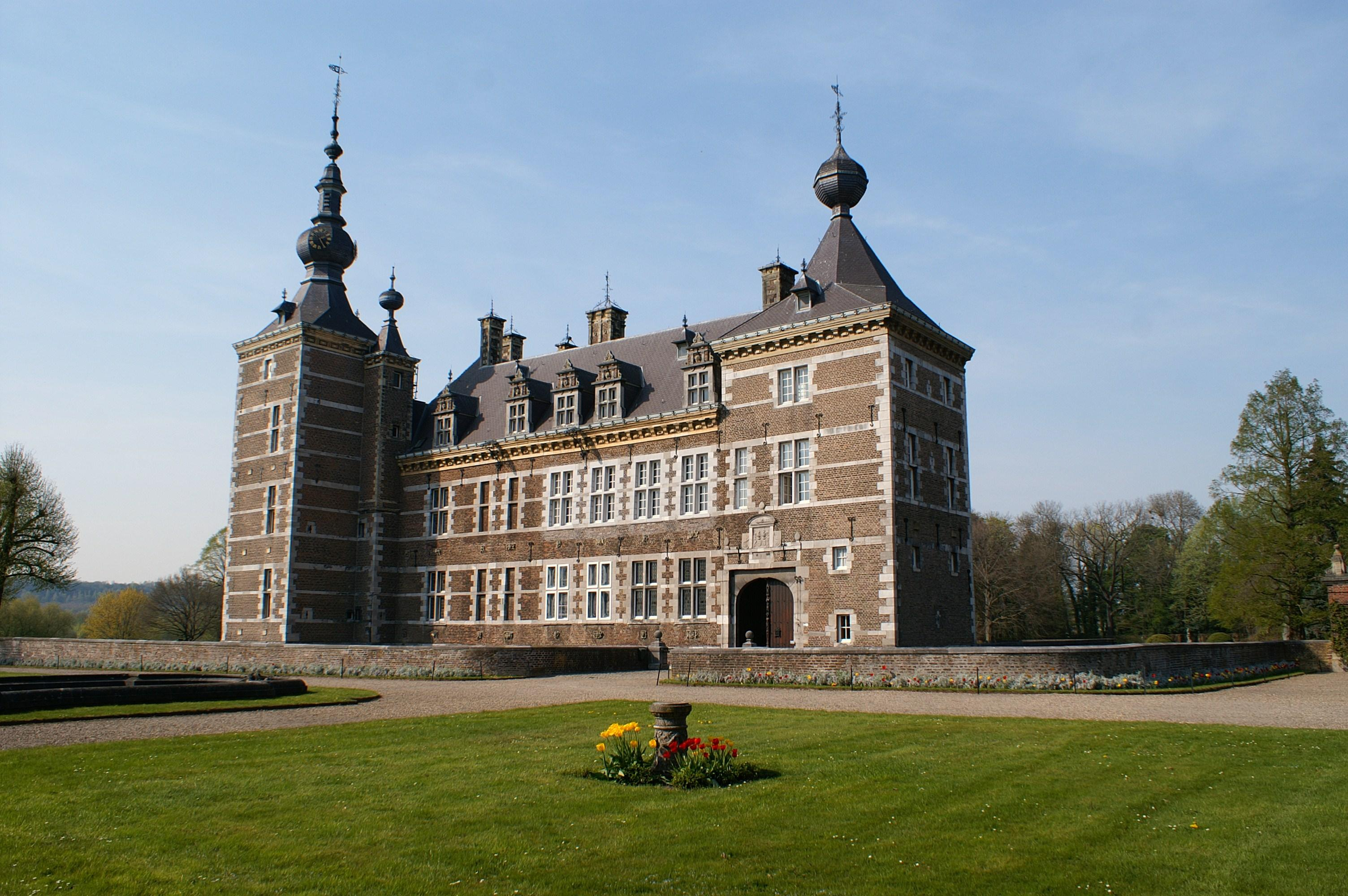
Kasteel Eijsden

## Aanwijzing tot rijksbeschermd gezicht
De procedure voor aanwijzing werd gestart op 28 april 1969. Het gebied werd op 24 juni 1971 definitief aangewezen. Het beschermd gezicht beslaat een oppervlakte van 36,8 hectare.
Panden die binnen een beschermd gezicht vallen krijgen niet automatisch de status van beschermd monument. Wel zal de gemeente het bestemmingsplan aanpassen om nieuwe ontwikkelingen in het gebied te reguleren. De gezichtsbescherming richt zich op de stedenbouwkundige en cultuurhistorische waardering van een gebied en wil het toekomstig functioneren daarvan veiligstellen.
Het rijksbeschermd gezicht Eijsden is een van de vier beschermde dorpsgezichten in de gemeente Eijsden-Margraten.